# Jardines acuáticos de Fort Worth
Los Jardines acuáticos de Fort Worth (en inglés: Fort Worth Water Gardens) construidos en 1974, están situados en el extremo sur de la ciudad de Fort Worth entre las calles Commerce y Houston junto al Centro de convenciones de Fort Worth, en el estado de Texas en los Estados Unidos. Los Jardines acuáticos poseen 4,3 acres (1,7 hectáreas) y fueron diseñados por los conocidos arquitectos de Nueva York Philip Johnson y John Burgee.
El parque urbano es frecuentemente considerado como un "oasis de enfriamiento en la jungla de cemento" de la ciudad. Sus puntos focales son tres piscinas de agua y una loma con terrazas, lo que ayuda a proteger el parque adyacente de la carretera interestatal 30. La piscina tranquila sirve para la meditación, está rodeada de árboles y cuenta con un piso, todavía plano de agua que cae en cascada de casi 90 grados hacia abajo a una pasarela hundida.